# 豪サラ
豪サラ（ごうサラ、濠サラ）は、かつて日本が馬種改良のためにオーストラリアから日本に輸入された競走馬を表す呼称。大きく分けると2つの意味で用いられる。
1. 明治時代から大正時代にオーストラリアから輸入された競走馬。
2. 太平洋戦争後の1950年代にオーストラリアを中心に外国から輸入された競走馬。

なお、「豪」の字は歴史的には「濠」が用いられる場合も多いが、本項では「豪」で統一して表記する。

## 明治・大正時代の豪サラ
本来「豪サラ」は文字通り、オーストラリア産のサラブレッドを指す用語である。しかし現在用いる場合には「明治・大正期にオーストラリアから輸入されたが、血統書がなく「おそらくサラブレッドであろうと思われる馬」を差別的に示す場合が多く、その場合には「オーストラリアから輸入され、現在も血統の詳細が明らかなサラブレッド」と区別される。
血統的にサラブレッドとは認められないが、これらの血統不詳馬の中には競走や繁殖で特別に優秀な成績を修めたものがあり、一部にはその子孫が現存する。本来サラブレッドは必ず血統が明らかでなければならないが、これらの子孫の中には後の規定で、優秀さが認められて正式にサラブレッドに加えられたものもいる。

### オーストラリア産サラブレッド輸入の歴史
開国以来、横浜では外国人による競馬が開催され、外国からの輸入馬が競走馬として用いられた。オーストラリアのほか、アメリカや中国産の馬が競走に用いられ、その後に繁殖用に供された。特にミラ、第二メルボルンなどは競走・繁殖ともに優秀な成績を残している名馬である。最も狭義の「豪サラ」としてこれらのものを指す場合がある。そのほか、明治初期から官民の牧場にも外国産の馬を種馬（牡牝とも）として輸入するものもあったが、その数は少数にとどまる。
日清・日露戦争を通じて西洋列強の陸軍との比較で著しく軍馬が劣ることが発覚すると、明治政府は内閣に専門部局を設けて軍馬改良に努めることになり、西洋の種牡牝馬を輸入して全国に配布し、地場の国産馬の改良を試みた。日露戦争の拡大により前線での軍馬不足を懸念した陸軍省は、日英同盟を頼ってオーストラリアから3701頭のウマを緊急輸入した。その後日露戦争は急速に終結し、輸入したウマは軍馬として用いられることなく、日本国内の馬匹改良のため農商務省を経由して1頭200円で払下げられた。
その後しばらくは種馬の輸入はヨーロッパ（イギリス、ハンガリー、フランスなど）からが主流だったが、第一次世界大戦が勃発してヨーロッパからの輸入が困難になると、再びオーストラリアからの輸入が行われた。
この時代は、まだ血統登録に基づくサラブレッドの定義が成立しておらず、日本国内においても公式な血統登録制度は存在しなかった。1921年（大正10年）に施行された馬籍法では、馬の「種類」は登録されたが、父母をはじめ血統に関する規定はない。したがって、サラブレッドであることと血統書の有無は無関係であり、血統書が存在しなくても「サラブレッド」だった。「豪サラ」は単にオーストラリア産のサラブレッドと、「内サラ」と呼ばれる国産のサラブレッドとを区別する用語だった。限定的であるが、このほかアメリカ産の「米サラ」や、中国産、ロシア産の競走馬が存在した（馬産ではこれらの「外国産馬」に対して日本産のものを「内国産馬」という。）。
高いものでは1頭2万円もする馬をオーストラリアから輸入し、競馬で使った後に種馬として供用するものもあった。豪サラは競走能力で内サラを圧倒し、明治末期では1マイル（約1600メートル）の走破記録では国産馬と外国産馬では2から3秒ほどの差があった。だが競走馬生産の目的が国内の産馬業奨励にある以上、これを保護するため競馬においては豪サラは出走に制約が課され、限定された競走にしか出走できず、国内の多くの高額賞金競走からは締め出された。
戦争の終結により輸入は停止され、馬券発売の禁止により競馬も低迷したが、大正後期に馬券の販売が合法化されると各地の競馬場は活況となり、競走馬不足が起こると、オーストラリアからの競走馬の輸入が再開された。この頃になると、日本国内でもイギリスから輸入したサラブレッド種馬による生産を行う産馬業者も増加し、一部の国産サラブレッドは豪州産馬に匹敵する競走能力を示すものも現れ、国産馬と豪州産馬が対戦する名物競走が創設され話題を呼んだ。馬主個人による輸入は稀で、一般には競馬主催者がまとめて輸入したものを抽選で希望者に配布する方式をとったため、これらの競走馬は「豪抽」と分類された。しかし過剰な豪州産馬の輸入は国内の事業者の発展を阻害するとの懸念により、数年で輸入は再び停止された。この時期に輸入されたものの中でバウアーストックが有名である。

### 血統登録の創設と「血統不詳」馬の誕生
一方、20世紀初頭にジェネラルスタッドブックによって血統登録に基づくサラブレッドの厳密な定義が確立し、日本国内においても競馬法の成立を受けて1925年（大正14年）に血統登録制度が創設された。これにより、輸入手続時に血統登録書を紛失したものなど、祖先馬を遡ることができないものは「血統不詳」として扱われることになり、サラブレッドと称する事はできず「豪洋」となった（この血をひく国産馬は「内洋」である。）。その結果、豪洋の血をひくものは正式なサラブレッドに準ずる「サラ系」に分類されることとなった。とはいえ、大正期までは、たとえ「濠洋」であっても競馬場での高い実績により、名声の上でも価格の上でも国産サラブレッドよりも高評価を受けており、当時の出版物でもこうした豪州産血統不詳馬を祖先に持つものを「名血統」と著している。これらの中には昭和中期まで優れた系統として高い評価を受け続けたものもある。
この時代の馬産の最大の目的は軍馬育成にあり、また競走馬以外にも一般の交通や使役にも多くの馬が用いられていた。血統不詳の豪洋種と様々な品種の種馬の配合で生産されたものが各地の博覧会や品評会で優秀な賞を受賞しており、血統書が整っているか否かにかかわらず豪州産馬は実用上優れた評価を受けていたのである。
その後、新しい定義に基づくサラブレッドの概念が普及し、太平洋戦争後に競馬の目的から軍馬育成の要素が失われるとともに、豪サラの子孫も代を重ねて初期の圧倒的な能力差が見られなくなるにつれ、その子孫は純粋正統なサラブレッドではないサラ系として一段低く扱われることとなった。欧米ではジェネラルスタッドブックの定めたジャージー規則により、アメリカやフランスでも優秀な競走馬の多くがサラブレッドの定義から外れる事態となり、サラブレッドの定義の修正問題に発展した。やがてアメリカやフランスではサラブレッドの定義の修正によって「名誉回復」がなされたが、日本国内ではこうした動きはほとんど見られず、戦後は「サラ系」はサラブレッドに対して低い評価を受け続けた。しかし、現在まで牝系が存続し、優秀な能力を伝えている系統の中には、新しい定義に基づいて「サラブレッド」への復帰を遂げたもの（ヴィークル・メアと呼ばれる）もいる。

## 1950年代の豪サラ
太平洋戦争後の競走馬不足の時代を補う理由で、日本中央競馬会、大井競馬場、兵庫県競馬組合の競馬主催者や馬主会などがオーストラリア、ニュージーランド、アメリカ合衆国（米サラと呼ばれた）などから競走馬を団体購入し、抽せん馬として日本で競走に使用した。まもなく国内の馬産が復活したため数年で打ち切られている。
代表的な馬として1954年の天皇賞（秋）を優勝したオパールオーキツト、1956年の天皇賞（秋）を優勝したミツドフアーム、1955年の第1回春の鞍を優勝したローヤルレザー（ニュージーランド産）、ハイセイコーの祖母ダルモーガン、タケシバオーの祖母クニビキ、ラフオンテースの3代母ミスハンター（ニュージーランド産）、コスモドリームの3代母・ラッキーゲランの4代母・ウインブライトの5代母・サトノレーヴの6代母ミスブゼン（ニュージーランド産）などが知られている。